# Anablepsoides cryptocallus
Anablepsoides cryptocallus är en fiskart som beskrevs av Seegers, 1980. Arten ingår i släktet Anablepsoides, och familjen Rivulidae. Inga underarter finns listade i Catalogue of Life.